# Gajapati (huyện)
Huyện Gajapati là một huyện thuộc bang Odisha, Ấn Độ. Thủ phủ huyện Gajapati đóng ở Paralakhemundi. Huyện Gajapati có diện tích 3056 ki lô mét vuông. Đến thời điểm năm 2001, huyện Gajapati có dân số 518448 người.